# Schafstall Grashornsröthe 1
Der Schafstall Grashornsröthe 1 im nordöstlichen Ortsteil Dötlingen-Klattenhof stammt vom Anfang des 19. Jahrhunderts.
Aktuell (2023) wird er als landwirtschaftliches Nebengebäude genutzt.
Das Gebäude steht unter Denkmalschutz (siehe auch Liste der Baudenkmale in Dötlingen).

## Beschreibung
Das eingeschossige Gebäude mit Feldsteinsockel in Fachwerk mit Lehmstakenausfachungen, Walmdach und einer Längsdurchfahrt sowie südseitigem Anbau mit Schleppdach wurde um 1810 gebaut. Es prägt das Landschaftsbild.
Das Landesdenkmalamt befand: „… geschichtliche Bedeutung … als beispielhafte Ausprägung eines Schafstalls des frühen 19. Jhs. …“